# حسين طائب
حسين طائب (حسین طائب) هو رجل دين شيعي إيراني ومسؤول بارز في حرس الثورة الإسلامية، تولّى رئاسة منظمة استخبارات حرس الثورة الإسلامية منذ عام 2009 وحتى إقالته في يونيو 2022. يُعرف بدوره البارز في قمع احتجاجات الانتخابات الرئاسية الإيرانية 2009، ويُعد من الشخصيات المثيرة للجدل داخل النظام الإيراني، وفرضت عليه عقوبات دولية من قبل الاتحاد الأوروبي والولايات المتحدة لدوره في انتهاكات حقوق الإنسان.

## السيرة الذاتية
وفقًا لسيرة ذاتية نُشرت عبر "وكالة مراسلي الطلبة الإيرانية" المقرّبة من الحكومة، ووردت في موقع "إيران تنهض" (Iran Rises)، وُلد طائب في عام 1342 هجري شمسي (1963/1964). بعد إنهائه التعليم المتوسط، التحق بالحوزة العلمية وبلغ مرتبة دراسية متقدمة في الفقه الإسلامي، بعد أن درس في طهران ومشهد وقم. وكان من بين أساتذته علي خامنئي، المرشد الأعلى للجمهورية الإسلامية.
انضم طائب إلى حرس الثورة الإسلامية (الذي يُشرف على الباسيج) في عام 1361 هجري شمسي (1982/1983)، وبدأ عمله في المنطقة العاشرة من طهران، قبل أن ينتقل إلى قم ومشهد. وتولى "لفترة من الزمن تنسيق شؤون الحرس الثوري مع المرشد، كما شغل منصب القائد الثقافي لـجامعة الإمام الحسين".
خلال فترة قيادته، لعبت قوات الباسيج دورًا محوريًا في قمع الاحتجاجات التي اندلعت بعد الانتخابات الرئاسية الإيرانية المثيرة للجدل عام 2009، وهو قمع أسفر عن مقتل عشرات المحتجّين على الأقل في الشوارع أو في السجون. كما ورد اسمه في أنشطة مثيرة للجدل أخرى، منها "تورطه في سلسلة الاغتيالات التي استهدفت مثقفين إيرانيين في تسعينيات القرن الماضي"، بالإضافة إلى استهداف المعارضين الإيرانيين في الخارج، بما في ذلك تنفيذ اغتيالات.
في تصريحات علنية، حذر طائب الإيرانيين من أن الولايات المتحدة "تستأجر عملاء ومرتزقة بهدف تنفيذ مؤامراتها للإطاحة الناعمة بالنظام الإسلامي"، وفقًا لما نقلته وكالة أنباء فارس الإيرانية. كما صرّح أن "أعمال الشغب المعارضة بعد الانتخابات" أسفرت عن "مقتل ثمانية من عناصر الباسيج وإصابة 300 آخرين".
في عام 2022، فرضت وزارة الخارجية الأمريكية عقوبات على طائب وأفراد من عائلته لدوره في انتهاكات حقوق الإنسان في إيران.
أُقيل طائب من منصبه كرئيس لجهاز استخبارات الحرس الثوري في يونيو 2022. وتُعزى الإقالة، بحسب بعض التحليلات، إلى فشل عملية إيرانية مزعومة لاستهداف سياح إسرائيليين في تركيا، ما أدى إلى كشف العملية واعتقال العملاء وتوتر دبلوماسي مع أنقرة، إلى جانب عمليات أخرى ناجحة نسبت إلى الموساد، لم يتمكن طائب من إحباطها. تزامنت الإقالة أيضًا مع اعتقال العميد علي نصيريان للاشتباه في تجسسه لصالح إسرائيل.

## المناصب
تشمل قائمة المناصب التي شغلها ما يلي:
- نائب الشؤون الثقافية في القيادة العامة المشتركة لحرس الثورة الإسلامية
- قائد قسم الثقافة في جامعة الإمام الحسين
- قائد قوات الباسيج من 29 أكتوبر 2007 حتى عام 2009[1][9]
- رئيس منظمة استخبارات حرس الثورة الإسلامية من أكتوبر 2009 حتى يونيو 2022[10]

## الحياة الشخصية
فقد شقيقًا له خلال عملية كربلاء 5 أثناء الحرب الإيرانية العراقية، وهو متزوج ولديه ثلاثة أبناء.

## العقوبات الدولية
جمّدت الاتحاد الأوروبي الممتلكات الخاصة بحسين طائب، كما مُنع من دخول أراضيه، بسبب أن «القوات الخاضعة لقيادته شاركت في ضرب المتظاهرين السلميين جماعيًا، وقتلهم، واعتقالهم، وتعذيبهم». كما أُدرج اسمه في القائمة السوداء من قِبل الحكومة الأمريكية.